# Theodor Fischer
Pour les articles homonymes, voir Fischer et Theodor Fischer (homonymie).
Theodor Fischer (né le 28 mai 1862 à Schweinfurt et mort le 25 décembre 1938 à Munich) est un architecte et un enseignant allemand.

## Biographie
Theodor Fischer a conçu plusieurs projets de logements sociaux pour la ville de Munich en 1893. Il y reconstruisit le pont du Prince Régent (1901), effondré à la suite de l'inondation de l'Isar en 1899, et construisit le pont Gebsattel (1901) et le pont Maximilien-Joseph (1902). Il fut le cofondateur et le premier président du Deutscher Werkbund en 1907, ainsi qu’un membre de la branche allemande des cités-jardins. En 1909 Fischer accepta le poste de professeur d’architecture à l’Université technique de Munich.
Parmi les élèves de Fischer qui sont passés à la postérité on compte Paul Bonatz, Hugo Häring, Ernst May, Erich Mendelsohn, Jacobus Oud, Bruno Taut, German Bestelmeyer et Paul Schmitthenner.
À l’origine il imitait les styles historiques mais il changea de direction et chercha un style plus proche de la tradition allemande : cette redécouverte des qualités expressives de la pierre influença nombre de ses élèves, et ses recherches vers un style plus authentiquement völkisch expliquent son prosélytisme en faveur des débuts du troisième Reich. Fischer décrivait son propre style comme quelque chose entre historicisme et l’Art nouveau. Il peut être qualifié de néogermanique (Heimatschutzarchitektur). Il essaya de toujours travailler en tenant compte du contexte local et des caractéristiques socioculturelles de la région, avec un œil en direction des effets sociaux induit par ses projets.